# Parco nazionale di Way Kambas
Il parco nazionale di Way Kambas è un'area naturale protetta storica dell'Indonesia, nell'isola di Sumatra.

## Storia
La riserva fu delimitata per la prima volta nel 1924 e ufficializzata nel 1937, fino a ottenere lo status di parco nazionale nel 1982.
Il parco si stende per 1300 km² su un triangolo di pianure paludose, lungo la costa orientale di Lampung, a sud di Sumatra.
Pur essendo stata devastata in gran parte dai disboscamenti, Way Kambas continua ad ospitare specie come l'anatra della Malesia, il rinoceronte di Sumatra e la tigre di Sumatra e ospita, inoltre, alcuni dei pochi boschi di dipterocarpi rimasti sull'isola, oltre a esempi di foreste di paludi d'acqua dolce. Lungo la costa, le grandi distese fangose eulitorali e i mangrovieti costituiscono l'habitat degli uccelli migratori.
A metà degli anni ottanta è stato avviato a Way Kambas un programma di addestramento degli elefanti, per ovviare in parte al problema dei danni causati dagli elefanti selvatici a culture ed abitazioni in seguito ai disboscamenti intensivi a sud di Sumatra (essendo l'elefante una specie protetta, gli abitanti del posto non hanno modo di difendersi). Gli esemplari in sovrannumero vengono catturati e addomesticati nell'ambito di un progetto gestito dal Dipartimento dei parchi naturali indonesiano, con la collaborazione di due mahout, giunti dalla Thailandia con i loro elefanti a metà degli anni '80.
A Way Kambas, si possono osservare sulle nude distese erbose branchi di elefanti o di altri animali selvatici. Il sentiero che dall'ufficio all'entrata del parco porta alla pensione è un punto particolarmente adatto all'osservazione degli animali alla pastura, come cinghiali, macachi dalla coda lunga e, più di rado, macachi nemestrini. Il presbite dalla cresta e il presbite rosso  frequentano le zone di fitta boscaglia e si spingono raramente fino a terra, mentre lo scoiattolo gigante pallido rivela la sua presenza con i suoi squittii. Si possono udire al mattino i canti dei siamanghi sindattili e dei gibboni agili. Sono più difficili da avvistare le tigri e i tapiri. Vi si trovano ancora il nitticebo coucang, tre specie diverse di lontra e quattro di civetta. Sono rari anche gli avvistamenti del notturno pangolino indiano, noto anche con il nome di pangolino dalla coda corta.

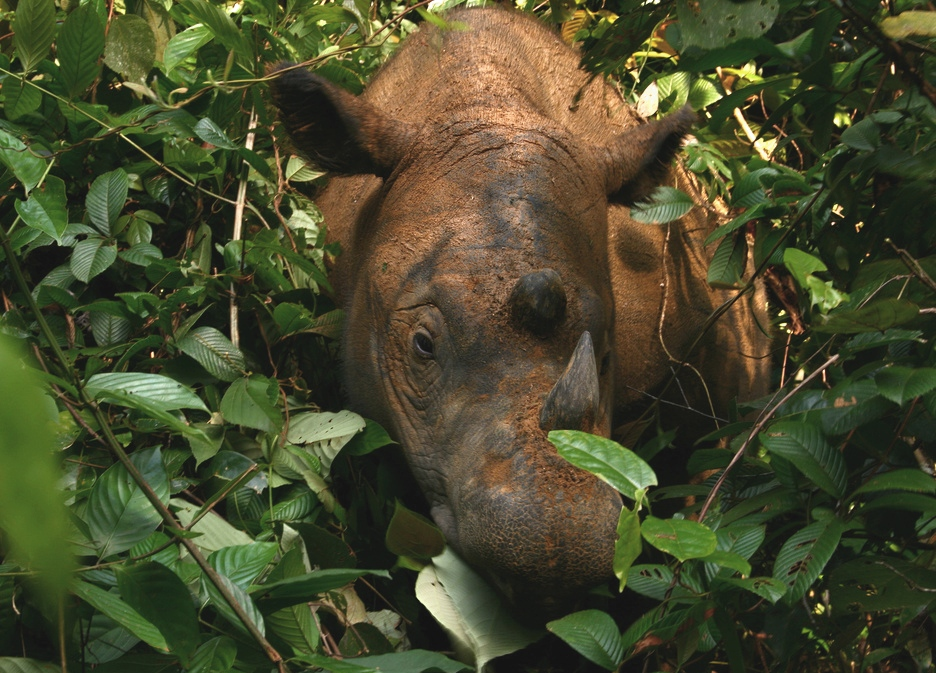
Un rinoceronte di Sumatra a Way Kambas

Tra le specie di volatili si possono osservare la rarissima anatra della Malesia e la Ciconia stormi. Vi vivono circa 300 specie, tra cui alcuni barbuti e molti piccioni verdi dalla variegata livrea, nonché uccelli da preda quali il nibbio dei pipistrelli e il falco nano della Malesia. La radura attorno alla pensione, sulle banchine del Way Kanan, offre un'ottima prospettiva per il birdwatching. Dall'edificio si diparte anche un breve sentiero di due chilometri, il Look trail, dove spesso si incontrano fagiani e pernici, soprattutto il grande argo.
Essendo situato prevalentemente in pianura, il parco non offre panorami spettacolari. Vi è presente il clima caldo ed estremamente umido delle pianure.
Si può percorrere il fiume in canoa o su una barca a motore (lasciandosi portare dalla corrente in discesa e sfruttando la forza del motore per la risalita). La foresta acquitrinosa si apre su entrambe le sponde del fiume, ed è possibile l'osservazione dell'Alcedo meninting, del gurial e dei varani.
Nella giungla sono numerosi gli esempi di adattamento delle piante alle frequenti e prolungate inondazioni: alcuni alberi sono muniti di grandi pori corticali o lenticelle, attraverso cui incamerare l'ossigeno, presente in minor misura in questi suoli.
È possibile attraversare il Way Kanan fino alla sua confluenza con il Way Kambas e, da qui, raggiungere la costa, con un percorso di 45 km. Durante il tragitto, via via che l'acqua si fa più salmastra, si moltiplicano gli isolotti coperti di palme. A sud, le praterie sono popolate dal marabù maggiore e dalla Mycteria cinerea, da diverse specie di garzette e aironi, dal tarabusino malese e cinese e dall'Ixobrychus cinnamomeus, da sterne, oche pigmee del Coromandel e anatre fischatrici. Nelle distese fangose eulitorali sono presenti i trampolieri, mentre a Pedamaran la rara Mycteria cinerea si trova insieme ad una grande colonia di garzette e aironi.